# Jan Klaassens Award
De Jan Klaassens Award is een onderscheiding die door voetbalclub VVV-Venlo jaarlijks wordt toegekend aan het grootste talent uit de eigen jeugdopleiding. De uitreiking vindt plaats tijdens de voorbereiding op het nieuwe seizoen, voorafgaand aan de wedstrijd om de Herman Teeuwen Memorial. De eerste keer dat deze award werd uitgereikt was in 2005 aan Willem Janssen. In 2010 en 2013 werd de prijs niet uitgereikt.
De prijs is als eerbetoon vernoemd naar Jan Klaassens, die als jeugdvoetballer van VVV uiteindelijk zou uitgroeien tot aanvoerder van het Nederlands voetbalelftal waarvoor hij in 57 interlands uitkwam. Verder speelde Klaassens tussen 1948 en 1967 ruim 700 wedstrijden in het eerste elftal van VVV en Feyenoord.

## Lijst van winnaars
| Seizoen | Speler           |
| ------- | ---------------- |
| 2004/05 | Willem Janssen   |
| 2005/06 | Robin Janssen    |
| 2006/07 | Rachid Ofrany    |
| 2007/08 | Niels Fleuren    |
| 2008/09 | Ferry de Regt    |
| 2009/10 | geen uitreiking  |
| 2010/11 | Quin Kruijsen    |
| 2011/12 | Roy Heesen       |
| 2012/13 | geen uitreiking  |
| 2013/14 | Selman Sevinç    |
| 2014/15 | Vito van Crooij  |
| 2015/16 | Evren Korkmaz    |
| 2016/17 | Juul Respen      |
| 2017/18 | Evert Linthorst  |
| 2018/19 | Simon Janssen    |
| 2019/20 | Stan van Dijck   |
| 2020/21 | Yahcuroo Roemer  |
| 2021/22 | Levi Smans       |
| 2022/23 | Thijme Verheijen |
| 2023/24 | Joep Kluskens    |
| 2024/25 | Tim Braem        |